# Rome violente
Série Commissaire Betti
Opération Casseurs
(1976)
Pour plus de détails, voir Fiche technique et Distribution.
Rome violente  (Roma violenta) est un néo-polar italien réalisé par Marino Girolami et sorti en 1975.
Dans un climat de violence qui se voulait réaliste et sans concession[réf. nécessaire], le film met en vedette le commissaire Betti, un officier de police au discours sécuritaire. Énorme succès au box-office italien, Roma violenta imposa l’acteur italien Maurizio Merli, inaugurant la trilogie du commissaire Betti complétée par Opération Casseurs (1976) et Opération Jaguar (1976).
Le film suit le commissaire Betti qui a perdu son frère au cours d’un hold-up meurtrier. Endurci par ce drame, il tente de mener un combat exemplaire contre le crime. Cependant, peu de jours après, un jeune homme est abattu dans un autobus, en plein centre-ville. Cet événement ravive son traumatisme. Désireux de châtier les coupables sans délais, les méthodes expéditives de Betti finissent par lui coûter son poste. Renvoyé de la police, il rejoint un comité de citoyens-justiciers désireux, tout comme lui, d’en découdre avec l’impunité dont jouissent les criminels.

## Synopsis
Le commissaire Betti, policier au siège de la police de Rome, a perdu un frère de 18 ans, abattu par un voyou lors d'un braquage. Un épisode similaire se répète dans un bus, où deux voyous, après avoir dévalisé les passagers, tuent un jeune homme de dix-sept ans. Betti parvient à localiser l'un des deux et le bat à plate couture : l'homme révèle que le tireur est « le Chinois », qui est à son tour arrêté. Betti les remet tous deux à la justice, en qui il n'a cependant aucune confiance.
Quelques jours plus tard, un braquage est commis dans un supermarché. La police arrive sur les lieux, y compris Betti, mais, impuissants, ils laissent les voleurs s'échapper avec une femme en otage, qui est ensuite jetée de la voiture en marche. Biondi découvre que le vol est l'œuvre du gang de Franco Spadoni, connu sous le nom de « il Chiodo ». Betti et Biondi commencent à le suivre. Pendant la filature, Chiodo, rejoint par ses complices, réalise un braquage de banque. Betti et Biondi font irruption dans la banque, tirent et maîtrisent les deux complices de Spadoni, qui parviennent toutefois à blesser Biondi et à s'enfuir : le commissaire Betti se lance à sa poursuite. Pendant la fuite en voiture, Chiodo tire et tue trois enfants dans la rue afin que le commissaire Betti renonce à les poursuivre. La voiture transportant Chiodo s'écrase alors sur un chantier routier, et l'homme est rattrapé par Betti qui, au lieu de l'arrêter, le tue. Accusé officiellement de l'incident par les autorités judiciaires, il démissionne de la police.
Le lendemain, Betti reçoit un appel téléphonique de l'avocat Sartori qui l'invite à rejoindre une « association » créée dans le but de se défendre contre les assauts de la pègre. Après un moment d'hésitation, Betti accepte : non pas parce qu'il est favorable à ce type de justice, mais uniquement pour pouvoir combattre le crime organisé avec ses propres méthodes. Le soir même, la première patrouille commence, et l'équipe attrape deux malfrats en flagrant délit de vol dans une usine de tapis et les mate.
Le lendemain soir, cependant, deux autres voyous se présentent chez les Sartori et violent leur fille, obligeant le père à y assister. Le lendemain, Betti se rend chez Biondi, qui est admis dans un centre de rééducation motrice. Biondi émet l'hypothèse d'une vendetta due à l'épisode de l'usine de tapis : l'un des bandits a deux demi-frères dont il est très proche, et Betti en déduit qu'ils sont les auteurs du viol. Le soir même, les justiciers les enlèvent et les enferment dans un entrepôt. Sartori arrive également et reconnaît les deux hommes comme les violeurs de sa fille. Celui qui maintenait Sartori immobile a les bras cassés tandis que le violeur reçoit un coup de pied dans les testicules.
Le lendemain, un vol est commis dans un restaurant et un homme est tué devant ses enfants. Betti, face à une certaine perplexité initiale, convainc les autres d'enquêter, en faisant une descente chez certains malfrats, mais sans rien obtenir de concret pour l'enquête. Pendant ce temps, Biondi est rattrapé dans la clinique par deux receleurs, qui le tabassent sauvagement. Il est sauvé par Betti, qui vient d'arriver, qui met les criminels en fuite et les abat tous les deux.
S'entretenant avec Biondi le lendemain, Betti lui explique comment, cette fois, le juge a décidé de ne pas le poursuivre, reconnaissant la légitime défense. Mais Betti lui-même se rend compte qu'il aurait tout aussi bien pu leur tirer dans les jambes, évitant ainsi de les tuer. Cependant, Biondi fait remarquer à l'ancien commissaire que l'autodéfense n'est qu'une autre forme de délinquance, même si, avoue-t-il, il a pu agir comme il l'a fait dans certaines situations. Betti, incertain et dubitatif quant à son avenir, dit au revoir à Biondi et se rend à sa voiture. Pendant ce temps, le jeune agent imagine la mort du commissaire.

## Fiche technique
- Titre original : Roma violenta
- Titre français : Rome violente
- Réalisation : Marino Girolami (sous le pseudonyme de Franco Martinelli)
- Scénario : Vincenzo Mannino
- Direction artistique : Antonio Visone
- Décors : Luchino Oltrona Visconti
- Costumes : Silvana Scandariato
- Photographie : Fausto Zuccoli
- Montage : Vincenzo Tomassi
- Musique : Guido et Maurizio De Angelis
- Société de production : Flaminia Produzioni Cinematografiche
- Société de distribution : Fida Cinematografica (Italie)
- Pays :  Italie
- Langue : italien
- Format : Couleur (Eastmancolor) - 35 mm - 1,85:1 - son mono (Westrex Recording System)
- Genre : poliziottesco (néo-polar italien)
- Durée : 89 min.
- Dates de sortie : 
  - Italie : 13 août 1975
  - France : 12 mars 1980 (inédit à Paris, sorti en vidéo en 1983)[1]

## Distribution
- Maurizio Merli (VF : Bernard Murat) : le commissaire Betti
- Richard Conte : l'avocat
- Silvano Tranquilli : le chef de police
- Ray Lovelock : Biondi
- John Steiner : Franco Spadoni alias « le Clou »
- Richard Conte : l'avocat Sartori
- Daniela Giordano : la maîtresse de Betti
- Marcello Monti : Luciano Bucci alias « le Chinois »
- Giuliano Esperati : De Rossi
- Attilio Duse : le maréchal Antinori
- Consalvo Dell'Arti : le docteur Violanti
- Massimo Vanni : Valli
- Mario Novelli : Lazzari
- Brunello Chiodetti : Santini
- Pippo Pollaci : Pollaci

## Production
Le projet de ce film est né dans le sillage du succès d'un autre poliziottesco, Le Témoin à abattre (1973). En fait, il devait être une sorte de suite et c'est pour cette raison que la réalisation a été proposée à Enzo G. Castellari, réalisateur de ce dernier film, mais il a refusé en raison de problèmes de rémunération. Finalement, la réalisation est confiée à Marino Girolami, le père de Castellari, qui utilise pour l'occasion le pseudonyme de Franco Martinelli, estimant que son vrai nom ne convenait pas à ce type de film, car il faisait trop référence à ses précédents films dans la veine de la comédie érotique à l'italienne (un expédient également utilisé par Steno, qui signait de son vrai nom, Stefano Vanzina, pour ses films dramatiques).
Initialement, les producteurs avaient choisi Richard Harrison pour le rôle principal, mais le réalisateur a insisté pour que Maurizio Merli obtienne le rôle.
La scène du braquage de la banque a été filmée sur la Piazza Roma à Aprilia, exactement au même endroit que le braquage dans le film Brigade spéciale, tandis que le braquage du supermarché a été filmé dans la Via Casilina dans le quartier de Tor Pignattara. La poursuite en voiture qui suit a été filmée dans les zones suivantes : EUR, Porte Colline, Foire de Rome, Mur d'Aurélien, Basilique Saint-Jean-de-Latran et pour un court tronçon près du périphérique Est de Rome, encore fermée à la circulation au moment du tournage ; cette scène a été filmée avec Maurizio Merli à bord d'une Alfa Romeo Giulia Super 1600 Bollo Oro et John Steiner dans une BMW 1800 (E118 Neue Klasse).

## Exploitation
Le film est sorti dans les cinémas italiens le 13 août 1975, la censure imposant une interdiction aux moins de 14 ans. 
Face aux critiques négatives de l'époque, le film a reçu un excellent accueil de la part du public : il a en effet enregistré 3 258 421 entrées et rapporté 2 495 950 443 lires, ce qui en fait le plus grand succès du genre poliziottesco et le 24e meilleur film au box-office Italie 1975-1976.